# Mieliwo (jezioro)
Mieliwo – jezioro w woj. kujawsko-pomorskim, w powiecie brodnickim, w gminie Zbiczno, leżące na terenie Pojezierza Brodnickiego.

## Położenie i opis
Otoczenie akwenu stanowią lasy, nad jego brzegami brak jest zabudowy rekreacyjnej. Nad północnym brzegiem znajduje się niewielka osada leśna Rosochy. Roślinność wodna w 1996 roku zajmowała 24% linii brzegowej jeziora. Jezioro ma wydłużony kształt i dość urozmaiconą linię brzegową, z kilkoma wyraźnymi zatokami. Północna część jeziora jest głębsza od południowej. Z jeziora wypływa struga Brodniczka, która kieruje się na południe do jeziora Sosno.

## Dane morfometryczne
Powierzchnia zwierciadła wody według różnych źródeł wynosi od 68,5 ha do 80,9 ha.
Zwierciadło wody położone jest na wysokości 80,1 m n.p.m. lub 80,5 m n.p.m. Średnia głębokość jeziora wynosi 3,4 m, natomiast głębokość maksymalna 9,4 m.

## Czystość wód i ochrona środowiska
W 1993 roku wody jeziora zaliczono do wód III klasy czystości.
W oparciu o badania przeprowadzone w 2001 roku wody jeziora zaliczono do II klasy czystości i II kategorii podatności na degradację.
Badania z 2018 roku zaliczyły wody jeziora do wód o umiarkowanym stanie ekologicznym, co odpowiada III klasie jakości. O trzeciej klasie jeziora zdecydował stan wskaźników fizykochemicznych jeziora. Elementy biologiczne akwenu mieściły się w drugiej klasie, przy czym elementem który zdecydował o tej klasyfikacji był stan fitoplanktonu, fitobentosu oraz ichtiofauny, podczas gdy stan makrozoobentosu i makrofitów oceniono jako bardzo dobry. W tym samym roku stan chemiczny wód określono jako poniżej dobrego, a elementami przekraczającym normę była zawartość PBDE oraz rtęci w tkankach ryb. Przeźroczystość wód została określona na 3,2 metra.